# Elecciones generales de Alemania Oriental de 1958
Las Elecciones generales de Alemania Oriental de 1958 se celebraron el 16 de noviembre de 1958. Se eligieron 466 diputados a la Volkskammer (66 de Berlín Oriental que no fueron elegidos de forma directa) en total. Todos fueron candidatos de la lista única del Frente Nacional. La lista recibió la aprobación del 99,9% de los votantes, y la participación oficial fue del 99,2%.

## Resultados
| Partido                             | Votos      | %     |
| ----------------------------------- | ---------- | ----- |
| Frente Nacional                     | 11.689.110 | 99,87 |
| En contra                           | 14.857     | 0,13  |
| Votos inválidos/blancos             | 14.857     | 0,13  |
| Total                               | 11 533 859 | 100   |
| Votantes registrados/Participación  | 11 621 158 | 99,2  |
| Fuente: Archivos Federales Alemanes |            |       |

### Distribución de escaños
| Partido                                   | Escaños |
| ----------------------------------------- | ------- |
| Partido Socialista Unificado de Alemania  | 117     |
| Federación Alemana de Sindicatos Libres   | 53      |
| Unión Demócrata Cristiana                 | 52      |
| Partido Liberal Democrático de Alemania   | 52      |
| Partido Nacional Democrático de Alemania  | 52      |
| Partido Democrático Campesino de Alemania | 52      |
| Liga de Mujeres Demócratas                | 29      |
| Juventud Libre Alemana                    | 29      |
| Kulturbund                                | 18      |
| Asociación de Ayuda Mutua de Campesinos   | 12      |